# 1992 na música
Em 1992, o movimento grunge, capitaneado pelo sucesso da banda americana Nirvana, domina as paradas musicais de todo o planeta, e revela bandas como Pearl Jam, Alice In Chains, Soundgarden e Stone Temple Pilots, todas com discos nas principais posições nas paradas de sucesso.

## Eventos
- 16 de março - a banda estadunidense Pearl Jam grava o especial de tevê MTV Unplugged.
- 13 de maio - é transmitido o especial de tevê MTV Unplugged do Pearl Jam.

## Obras e shows

### Álbuns
- 12 de Janeiro - O álbum Nevermind, da banda Nirvana, chega ao número 1 das paradas da Billboard e desbanca Dangerous, de Michael Jackson.
- 17 de Janeiro - Green Day lança seu segundo álbum, Kerplunk, que tem, como sucesso, Welcome to the Paradise
- 31 de Janeiro - The Afghan Whigs lança seu terceiro álbum de estúdio, Congregation.
- 26 de fevereiro - Darkthrone lança seu segundo álbum, A Blaze in the Northern Sky.
- 11 de maio - a banda britânica de heavy metal Iron Maiden lança seu nono álbum, Fear of the Dark, o último com Bruce Dickinson nos vocais da banda, já que ele, em seguida, ele viria a se dedicar a sua carreira solo. O disco foi um consolo para os fãs da banda, que estavam desapontados com o disco anterior. Destaque para a faixa-título, que, toda vez que é apresentada nos shows, emociona muito os fãs.
- 14 de maio - a banda americana de hard rock Kiss lança seu décimo sexto álbum de estúdio, Revenge (álbum), primeiro álbum lançado depois da morte do baterista Eric Carr.
- 8 de junho - a banda californiana W.A.S.P. lança o seu quinto álbum de estúdio, The Crimson Idol, primeiro álbum conceptual da banda.
- 8 de junho - O Faith No More lança o seu quarto álbum de estúdio, Angel Dust
- 7 de julho - a banda norte-americana de metal progressivo Dream Theater lança seu segundo álbum de estúdio, Images And Words, contendo o sucesso Pull Me Under, dessa vez com James LaBrie nos vocais.
- 14 de Julho - A banda Megadeth lança o seu quinto álbum de estúdio, Countdown To Extinction, e, com ele, traz o single Symphony of Destruction.
- 11 de Agosto - A dupla Sandy & Junior lança seu segundo álbum de estúdio, Sábado à Noite.
- Em agosto, surge a banda norte-americana Blink-182.
- 28 de Agosto - A dupla sueca Roxette lança seu quarto álbum, Tourism: Songs from Studios, Stages, Hotelrooms & Other Strange Places, gravado durante a turnê Join the Joyride World Tour 1991-92. Descrito como um "álbum ao vivo", é, na verdade, uma mistura de canções gravadas em estúdio e ao vivo.
- 1 de Setembro - Ramones lança o disco Mondo Bizarro, primeiro álbum de estúdio com o baixista C. Jay Ramone.
- 22 de setembro - A banda estadunidense Skid Row lança o álbum de covers B-Side Ourselves.
- Em setembro, a cantora brasileira Daniela Mercury lança o álbum O Canto da Cidade. No mesmo mês, o cantor mirim francês Jordy Lemoine estreia na mídia e lança seu primeiro álbum, Pochete Surprise, com o sucesso Dur dur d'être bébé!
- 5 de Outubro - A banda americana R.E.M. lança seu oitavo álbum, Automatic for the People. O álbum foi um sucesso comercial e de crítica, chegando a ter três hits no top 40 nos Estados Unidos.
- Em outubro, foi lançado o álbum Skank, da banda brasileira de mesmo nome.
- 16 de outubro - A banda californiana de punk rock The Offspring lança o seu 2º álbum de estúdio Ignition (álbum).
- 20 de Outubro - A cantora Madonna lança Erotica, um de seus mais polêmicos álbuns, que fala sobre sexualidade e homossexualidade. Junto com o álbum, também foi lançado o polêmico livro Sex, em que a cantora faz confissões eróticas e aparece em cenas de nudez.
- 3 de novembro - a banda estadunidense Bon Jovi lança o álbum Keep the Faith.
- 17 de novembro - É lançada a trilha sonora The Bodyguard: Original Soundtrack Album, do filme de mesmo nome. Whitney Houston gravou seis das treze faixas do álbum. A primeira a ser lançada como single foi I Will Always Love You, que ficou 14 semanas em primeiro na parada Hot 100, tornando-se a música que, até então, havia ficado mais tempo nessa posição. O single vendeu cerca de dez milhões de cópias no mundo todo. A trilha sonora do filme permaneceu 20 semanas em primeiro no Hot 200 da Billboard. Vendeu impressionantes 45 milhões de cópias em todo o mundo, com 17,5 milhões só nos Estados Unidos, tornando-se a trilha sonora mais vendida da história e o 4º álbum mais vendido de todos os tempos.The Bodyguard é o álbum mais vendido da década de 1990.
- Em dezembro, o cantor brasileiro Caetano Veloso lança o álbum Circuladô ao Vivo.[1]
- Falcão, o cantor brasileiro de música brega, lança seu primeiro disco, Bonito, Lindo e Joiado.
- Lançamento do álbum Nook, da banda alemã The Notwist.
- O cantor brasileiro Rogério Skylab lança seu primeiro disco, Fora da Grei.
- O grupo de pagode Exaltasamba lança seu primeiro disco, Eterno Amanhecer.
- O grupo de pagode Katinguelê lança seu primeiro disco, Bem no Íntimo.
- O grupo de pagode Negritude Júnior lança seu primeiro disco, Jeito de Seduzir.
- O grupo de pagode Grupo Sem Compromisso lança seu primeiro disco, Parte Desse Jogo.
- No inverno, o grupo de forró Mastruz com Leite lança seu primeiro disco, Arrocha o Nó.
- O grupo musical infantil Trem da Alegria lança seu último álbum e, no fim do ano, dissipa-se.
- O Ultraje a Rigor lança o seu quinto álbum: O Mundo Encantado do Ultraje a Rigor, coletânea que relança as músicas "Rebelde Sem Causa", "Mim Quer Tocar", "Inútil", "Ciúme", entre outras.
- A cantora Patricia Marx lança seu quarto álbum de estúdio, Neoclássico, no Japão e no Brasil. O álbum assume um gênero musical diferenciado dos álbuns anteriores, com dedicatórias à bossa nova.
- A banda brasileira de axé music Cheiro de Amor lança o álbum "Bahia", com o sucesso "Doce Obsessão".
- A banda Gipsy Kings lança o seu primeiro álbum ao vivo, intitulado Live.
- A banda de rock brasileira Utopia lança seu álbum de forma independente, porém venderam pouco mais de 100 cópias. A banda no fim de 1994 passou a adotar o rock cômico e rebatizada como Mamonas Assassinas.

### Shows
- Janeiro - O festival Hollywood Rock acontece em São Paulo (Estádio do Pacaembu) e no Rio de Janeiro (Sambódromo) e tem, como atrações internacionais, Living Colour, EMF, Seal, Jesus Jones, Skid Row e Extreme, e como atrações nacionais Lulu Santos, Titãs, Paralamas do Sucesso, Barão Vermelho e Cidade Negra.
- 20 de abril - Aconteceu, no Estádio de Wembley, um tributo a Freddie Mercury, líder da banda inglesa Queen, que havia morrido no ano anterior, vítima da aids.
- 25 de junho - Tem início um dos maiores festivais de música da Europa, o Festival de Roskilde, na Dinamarca, que traz, como atrações principais, as bandas Faith No More, Megadeth, Pearl Jam, Texas, David Byrne e Nirvana.
- 17 de julho - Começa a turnê Guns N'Roses & Metallica Stadium Tour, em Washington, D.C., nos Estados Unidos, que foi até o dia 6 de outubro, em Seattle. Foi durante essa turnê que o guitarrista base e vocal da banda Metallica, James Hetfield, se queimou com fogos de artifício durante a música Fade To Black.
- 27 de junho - Michael Jackson inicia a Dangerous World Tour, a segunda turnê solo do cantor.
- 28 de agosto - O Reading Festival, um dos mais importantes festivais de música europeus, tem, como atrações, as bandas Nirvana, PJ Harvey, Smashing Pumpkins, Public Enemy e The Charlatans.
- 10 de dezembro - A banda Guns N'Roses se apresenta para 120 mil pessoas em São Paulo.

## Nascimentos
| Data            | Nome             | Profissão                                                             | Nacionalidade             | Observações | Ref |
| --------------- | ---------------- | --------------------------------------------------------------------- | ------------------------- | ----------- | --- |
| 26 de janeiro   | Wolf Player      | DJ e produtor músical                                                 | Brasil                    |             |     |
| 31 de janeiro   | Victor Crone     | cantor e guitarrista                                                  | Suécia                    |             |     |
| 31 de janeiro   | Christopher      | cantor                                                                | Dinamarca                 |             |     |
| 15 de fevereiro | Lia Clark        | cantor, compositor e drag queen                                       | Brasil                    |             |     |
| 10 de março     | Emily Osment     | atriz e cantora                                                       | Estados Unidos            |             |     |
| 13 de março     | Ozuna            | cantor                                                                | Porto Rico                |             |     |
| 28 de março     | Pedro Qualy      | rapper                                                                | Brasil                    |             |     |
| 14 de abril     | Pe Lanza         | vocalista da banda Restart                                            | Brasil                    |             |     |
| 2 de maio       | Sunmi            | cantora e compositora                                                 | Coreia do Sul             |             |     |
| 6 de Maio       | Baekhyun         | cantor e ator, integrante do grupo EXO                                | Coreia do Sul             |             |     |
| 9 de maio       | Sho Madjozi      | rapper, compositora e poeta                                           | África do Sul             |             |     |
| 19 de maio      | Marshmello       | DJ e produtor músical                                                 | Estados Unidos            |             |     |
| 19 de maio      | Sam Smith        | cantor                                                                | Reino Unido               |             |     |
| 3 de junho      | Monika Linkytė   | cantora e compositora                                                 | Lituânia                  |             |     |
| 6 de junho      | Hyuna            | cantora e compositora                                                 | Coreia do Sul             |             |     |
| 11 de junho     | Anna Sawai       | atriz e cantora                                                       | Japão                     |             |     |
| 14 de junho     | Princess Nokia   | rapper                                                                | Estados Unidos Porto Rico |             |     |
| 24 de junho     | 6lack            | rapper e compositor                                                   | Estados Unidos            |             |     |
| 26 de junho     | Jennette McCurdy | atriz e cantora                                                       | Estados Unidos            |             |     |
| 26 de junho     | Dilsinho         | cantor e compositor                                                   | Brasil                    |             |     |
| 26 de junho     | Laudz            | DJ e produtor, membro da dupla Tropkillaz                             | Brasil                    |             |     |
| 30 de junho     | Oliver Anthony   | cantor e compositor                                                   | Estados Unidos            |             |     |
| 2 de julho      | Felp22           | rapper e compositor                                                   | Brasil                    |             |     |
| 3 de julho      | Jamily           | cantora                                                               | Brasil                    |             |     |
| 8 de julho      | Sky Ferreira     | cantora, compositora e atriz                                          | Estados Unidos            |             |     |
| 10 de julho     | Nego do Borel    | cantor                                                                | Brasil                    |             |     |
| 15 de julho     | Koharu Kusumi    | modelo, cantora e atriz de voz                                        | Japão                     |             |     |
| 15 de julho     | Porter Robinson  | DJ e produtor musical                                                 | Estados Unidos            |             |     |
| 18 de julho     | Bishop Briggs    | cantora                                                               | Reino Unido               |             |     |
| 22 de julho     | Selena Gomez     | atriz e cantora                                                       | Estados Unidos            |             |     |
| 27 de julho     | Tory Lanez       | rapper, cantor, compositor e produtor                                 | Canadá                    |             |     |
| 2 de Agosto     | Charli XCX       | cantora e compositora                                                 | Reino Unido               |             |     |
| 4 de Agosto     | Yudi Tamashiro   | apresentador, cantor e dançarino                                      | Brasil                    |             |     |
| 20 de Agosto    | Demi Lovato      | atriz, cantora e compositora                                          | Estados Unidos            |             |     |
| 27 de Agosto    | Kim Petras       | cantora e compositora                                                 | Alemanha                  |             |     |
| 29 de Agosto    | Mallu Magalhães  | cantora, compositora e instrumentista                                 | Brasil                    |             |     |
| 5 de setembro   | Momina Mustehsan | cantora, musicista e ativista                                         | Paquistão                 |             |     |
| 16 de setembro  | Nick Jonas       | cantor, compositor e ator                                             | Estados Unidos            |             |     |
| 18 de setembro  | Joji             | cantor, compositor                                                    | Japão                     |             |     |
| 21 de setembro  | Chen             | cantor, integrante do grupo EXO.                                      | Coreia do Sul             |             |     |
| 25 de setembro  | Teddy Swims      | cantor, compositor                                                    | Estados Unidos            |             |     |
| 1 de outubro    | Bruno Martini    | cantor, DJ, produtor e compositor                                     | Brasil                    |             |     |
| 11 de outubro   | Cardi B          | rapper e compositora                                                  | Estados Unidos            |             |     |
| 19 de outubro   | Lil Durk         | rapper                                                                | Estados Unidos            |             |     |
| 22 de outubro   | 21 Savage        | rapper, compositor e produtor                                         | Reino Unido               |             |     |
| 30 de outubro   | Greeicy Rendón   | cantora e atriz                                                       | Colômbia                  |             |     |
| 30 de outubro   | MC Daleste       | cantor                                                                | Brasil                    | m.2013      |     |
| 10 de novembro  | MC Guimê         | cantor                                                                | Brasil                    |             |     |
| 15 de novembro  | Minami Minegishi | cantora e atriz                                                       | Japão                     |             |     |
| 18 de novembro  | Bree Runway      | cantora                                                               | Reino Unido               |             |     |
| 23 de novembro  | Miley Cyrus      | atriz, cantora e compositora                                          | Estados Unidos            |             |     |
| 26 de novembro  | Anuel AA         | cantor e rapper                                                       | Porto Rico                |             |     |
| 27 de novembro  | Chanyeol         | rapper, cantor, compositor, produtor e ator, integrante do grupo EXO. | Coreia do Sul             |             |     |
| 04 de dezembro  | Seokjin          | cantor, dançarino e compositor, integrante do grupo BTS.              | Coreia do Sul             |             |     |
| 23 de dezembro  | MC Zaac          | cantor e compositor                                                   | Brasil                    |             |     |
| 26 de dezembro  | Jade Thirlwall   | cantora, integrante do grupo Little Mix                               | Reino Unido               |             |     |
| 18 de dezembro  | Bridgit Mendler  | cantora, atriz e compositora                                          | Estados Unidos            |             |     |

## Mortes
| Data           | Nome                   | Profissão                                  | Nacionalidade             | Observações | Ref |
| -------------- | ---------------------- | ------------------------------------------ | ------------------------- | ----------- | --- |
| 29 de janeiro  | Willie Dixon           | músico                                     | Estados Unidos            | n. 1915     |     |
| 5 de Abril     | Antônio Marcos         | ator, cantor, humorista e produtor musical | Brasil                    | n 1945      |     |
| 27 de abril    | Olivier Messiaen       | compositor, organista e ornitologista      | França                    | n. 1908     |     |
| 5 de agosto    | Jeff Porcaro           | baterista da banda Toto                    | Estados Unidos            | n. 1954     |     |
| 12 de Agosto   | John Cage              | músico                                     | Estados Unidos            | n. 1912     |     |
| 17 de setembro | Herivelto Martins      | cantor, compositor, músico e ator          | Brasil                    | n. 1912     |     |
| 1 de outubro   | Aladim (Alan e Aladim) | cantor e compositor                        | Brasil                    | n. 1956     |     |
| ?              | Alexandre Schaffman    | violinista                                 | União Soviética (Ucrânia) | n. 1900     |     |